# Fritz Wepper
Fritz Wepper (München, 1941. augusztus 17. – Gmund am Tegerseen, 2024. március 25.) német film- és televíziós színész. Legismertebb szerepe Harry Klein bűnügyi rendőrfelügyelő a 6+25 évig játszott A felügyelőből és a Derrickből (magyar hangja Gálvölgyi János és Besenczi Árpád).

## Életpályája
Egy 1945-ben katonai bevetésben, Lengyelországban eltűnt ügyvéd fiaként, a bajor fővárosban született. Tizenegy évesen egy Pán Péter produkcióban szerepelt először. Első fontos filmszerepét a Grimm fivérek meséjéből készült, Terülj, terülj asztalkám! című darabban játszotta. 
Áttörést a Bernhard Wicki háborúellenes, A híd című, 1959-es filmjében alakított fiatal katona szerepe hozott számára, amely elnyerte a Golden Globe-díjat a legjobb idegen nyelvű filmek kategóriájában. Népszerűségét felnőttként az 1960-as években forgatott német filmekben is megőrizte. 1972-ben ő játszotta Fritz Wendel, a kitért zsidó gigolo szerepét az Oscar-díjas Kabaré című filmben Liza Minnelli és Marisa Berenson oldalán, de a producerek nem hívták meg az 1973-as díjátadó gálára.
Harry Klein, a hosszan futott Derrick-sorozat társfőszereplőjeként világszerte kultikussá vált figuráját 1974 és 1998 között 281 epizódban alakította (a sorozat első szinkronjában Gálvölgyi János, a másodikban Besenczi Árpád adta magyar hangját). Klein felügyelőt már korábban a szintén népszerű A felügyelő (1969–1976) című sorozatban is alakította, de miután 1974-ben átment a Derrickbe, ottani munkáját Erwin bátyja vette át (aki a valóságban is fivére, Elmar Wepper). 
Fritz és Elmar Wepper együtt tűnnek fel a Zwei Brüder című tévésorozatban (1994–2000): bűnözőkre vadászva nehéz ügyeket oldanak meg. 2002 januárjától 2021-es befejezéséig Wepper játszotta Wolfgang Wöller trükkös polgármestert a Te szent ég! című, igen népszerű sorozatban (epizódonként 7,2 millió nézővel). A sorozat befejezése után már nem szerepelt.

### Magánélete
1979-ben feleségül vette Angela von Morgent. Lányuk, Sophie Wepper szintén színész, akivel együtt feltűnik a Mord in bester Gesellschaft című, 2007 óta futó krimisorozatban. Wepper 2009-ben a bulvárlapok címoldalára került, amikor elhagyta feleségét Susanne Kellermann (* 1974) kedvéért, aki 2011 decemberében szülte meg Filippa nevű kislányát a 71 éves színésznek, aki később mégis visszatért nejéhez.
Angela 2019-ben meghalt agyvérzés következtében, azóta Wepper ismét Kellermannal és közös gyermekükkel, Filippával élt együtt.
2021-ben daganatos betegséget diagnosztizáltak nála, ami után sikeres műtéten esett át. 15 hónapos klinikai kezelés után 2022 májusában tért haza.
2024. március 12-én a felső-bajorországi Gmundban hospice-ba került, ott is hunyt el két héttel később, március 25-én, reggel 9 óra 45 perckor. Április 11-én helyezték örök nyugalomra a München-Neuhassen Winthirfriedhofban.

## Filmek, tévésorozatok
- Der dunkle Stern – 1955
- Ein Abschiedsgeschenk – 1956
- Terülj, terülj asztalkám! – 1956
- Eine verrückte Familie – 1957
- Rübezahl – Herr der Berge – 1957
- Heute blau und morgen blau – 1957
- Zwei Matrosen auf der Alm – 1958
- Der Pauker – 1958
- Der Engel, der seine Harfe versetzte – 1959
- A híd – 1959
- Iskolatársak voltunk – 1960
- Question 7 – 1961
- Zahlungsaufschub (TV) – 1961
- Unsere kleine Stadt (TV) – 1961
- A lipicai mének csodája – 1963
- Was Ihr wollt (TV) – 1963/II.
- Der eingebildete Doktor (TV) – 1963
- Sonderurlaub (TV) – 1963
- Sonnenfinsternis (TV) – 1963
- Um 8 Uhr kommt Sadowski (TV) – 1963
- Ein Sheriff für den Sarg (TV) – 1963
- Miracle of the White Stallions – 1963
- The River Line – 1964
- Elektra (TV) – 1964
- Kennwort… Reiher – 1964
- Eines schönen Tages (TV) – 1964
- Ein Abschiedsgeschenk (TV) – 1965
- Späte Liebe (TV) – 1965
- Colombe (TV) – 1965
- Die Geschäfte des Herrn Mercadet (TV) – 1965
- Platons Gastmahl (TV) – 1965
- Olivia (TV) – 1965
- Die fünfte Kolonne (TV-sorozat) – 1965
- Trois chambres à Manhattan – 1965
- Studenten (TV-sorozat) – 1966
- Wie wär's, Monsieur? (TV) – 1966
- Eine einträgliche Stelle (TV) – 1966
- Alle mal herhören, auch die, die schwerhören! (TV) – 1966
- Jeanne oder die Lerche (TV) – 1966
- Was jede Frau weiß (TV) – 1966
- Hinter diesen Mauern (TV) – 1966
- Wenn es Nacht wird auf der Reeperbahn – 1967
- Ein Schlaf Gefangener – 1967
- Heydrich in Prag (TV) – 1967
- Der Arzt von St. Pauli – 1968
- Kolportage – 1968
- Othello (TV) – 1968
- Kinder fallen nach oben (TV) – 1969
- Das Go-Go-Girl vom Blow-Up – 1969
- Az üvegszemű ember – 1969
- Auf der Reeperbahn nachts um halb eins – 1969
- Tausendundeine Nacht (TV-sorozat) – 1969
- A felügyelő (TV-sorozat) 1969–1974
- On the Reeperbahn at Half Past Midnight – 1969
- Wir hau’n die Pauker in die Pfanne – 1970
- Nachbarn sind zum Ärgern da – 1970
- Schmetterlinge weinen nicht – 1970
- The Games – 1970
- Ohrfeigen – 1970
- Olympia – Olympia (TV) – 1971
- Kabaré – 1972
- Der Ehefeind – 1972
- Was geschah auf Schloß Wildberg?|Sie nannten ihn Krambambuli|Was geschah auf Schloß Wildberg? – 1972
- Zinngeschrei (TV) – 1974
- Derrick (TV-sorozat) 1974–1998
- Die Fälle des Herrn Konstantin (TV-sorozat) – 1977
- Élethalálharc (TV) – 1983
- Geschichten aus der Heimat - Blattschuß (TV) – 1993
- Drei zum Verlieben (TV-sorozat) – 1994
- Zwei Brüder (TV-sorozat) 1994–2001
- Tierärztin Christine II: Die Versuchung (TV) – 1995
- Zwischen Tag und Nacht (TV) – 1995
- Drei in fremden Kissen (TV) – 1995
- Drei in fremden Betten (TV) – 1996
- Tierärztin Christine II: Die Versuchung (TV-sorozat) 1995
- Slalom (kisfilm) – 1998
- Die blaue Kanone (TV) – 1999
- Evelyn Hamanns Geschichten aus dem Leben (TV-sorozat) – 1999
- Vera Brühne (TV-sorozat) – 1999–2007
- Vera Brühne (TV) – 2001
- Zum Glück verrückt – Eine unschlagbare Familie (TV) – 2001
- Gyilkosság az Orient expresszen (TV) – 2001
- Der Bulle von Tölz (TV-sorozat) – 2002
- Hochwürden wird Papa (TV) – 2002
- Te szent ég! (TV-sorozat) 2002–2021
- In aller Freundschaft (TV-sorozat) – 2003
- Drei unter einer Decke (TV) – 2003
- Tetthely (TV-sorozat) – 2004
- Ein Gauner Gottness (TV) – 2004
- Männer im gefährlichen Alter (TV) – 2004
- Jótett helyébe jót várj! (TV) – 2004
- Männer im gefährlichen Alter – 2004
- Die Traumschiff Gala (TV) – 2005
- Nicht ohne meinen Schwiegervater (TV) – 2005
- Nicht ohne meine Schwiegereltern (TV) – 2006
- Das Weihnachts-Ekel (TV) – 2006
- Kurhotel Alpenglück (TV) – 2006
- Unter weißen Segeln (TV-sorozat) – 2006
- Rikets Røst (TV) – 2007
- Ein unverbesserlicher Dickkopf (TV) – 2007
- Mord in bester Gesellschaft (TV-sorozat) – 2007 óta
- Unser Mann im Süden (TV-sorozat) – 2008
- Álomhotel (TV-sorozat) 2000–2004
- Der Tote im Elchwald – 2008
- Alter vor Schönheit (TV) – 2008
- Die Nächte des Herrn Senators – 2008
- Kanal fatal (TV-sorozat) 2008–2010
- Der süße Duft des Bösen – 2009
- Baby frei Haus (TV) – 2009
- Gräfliches Roulettel (TV) – 2010
- Das eitle Gesicht des Todes – 2010
- Alles Böse zum Hochzeitstag – 2010
- Lindburgs Fall – 2011
- Vater aus heiterem Himmel (TV) – 2010
- Alles außer Liebe (TV) –2012
- Gamle venner (kisfilm) – 2014
- Mord in bester Gesellschaft (TV) 2007–2015
- Protokolle des Bösen (TV) – 2016

## Díjai és jelölései
13 elnyert díja és 3 jelölése:

### Bambi-díj
- 2010 Közönségdíj Te szent ég! (2002) Kedvelt tévésorozatok
- 1990 Ismeretlen sztárok
- 1975, 1973, 1972, 1971, 1970 TV – National Der Kommissar (1969)

### Bajor TV-díj
- 2006 Bavarian TV Award Legjobb színész – Te szent ég! (2002)

### Bravo Otto
- 1971 2. helyezés Legjobb férfi tévésztár

### Német filmdíjak
- 1964 Arany filmdíj Legjobb férfi főszereplő Kennwort... Reiher (1964)

### Német Televíziós Díjak
- 2005 Nevezés Legjobb sorozat-főszereplő Te szent ég! (2002)
- 2003 Elnyerte Legjobb sorozat-főszereplő Te szent ég! (2002)

### Arany Kamera,Németország
- 1981 Elnyerte Legjobb német színész Derrick (1974) 157-szeres játékáért

### Romy-díj,Ausztria
- 2006 Nevezés Legkedveltebb sorozatszínész Te szent ég! (2002)
- 1990 Elnyerte Legjobb társfőszereplő Derrick (1974)

2022-ben Bajor Érdemrenddel tüntették ki.

## Érdekesség
Wepper Ernst von Morgen (1893–1963) és gr. Margarethe von Schlitz (született Von Görtz, 1909–1994) veje volt, valamint Valerie (*1969) és Stephanie von Hohenzollern (*1971) hercegnők mostohaapja (akik felesége Ferfried von Hohenzollern, a királyi család sváb ágából származó herceg-autóversenyzővel kötött első házasságából születtek).

## Fordítás
- Ez a szócikk részben vagy egészben  a   Fritz Wepper című angol Wikipédia-szócikk ezen változatának fordításán alapul.  Az eredeti cikk szerkesztőit annak laptörténete sorolja fel. Ez a jelzés csupán a megfogalmazás eredetét és a szerzői jogokat jelzi, nem szolgál a cikkben szereplő információk forrásmegjelöléseként.